# Imerio Massignan
Imerio Massignan (født 2. januar 1937 i Altavilla Vicentina (en), død 3. maj 2024) var en italiensk professionel landevejscykelrytter.

## Professionel karriere
Massignan var bjergrytter og debuterede som professionel i Giro d'Italia 1959, hvor han kom på en sammenlagt 5. plads. Dette blev fulgt af gode placeringer i de efterfølgende udgaver med en sammenlagt 2. plads i Giro d'Italia 1962 efter Franco Balmamion.
Ved Tour de France vandt han i 1960 og 1961 den prikkede bjergtrøje, hvor han også sluttede på 4. pladsen sammenlagt. Senere i sæsonen fik han også en andenplads i Lombardiet Rundt.
Massignan trak sig tilbage i 1969.